# 民主行動党 (ボスニア・ヘルツェゴビナ)
民主行動党（みんしゅこうどうとう）は、ボスニア・ヘルツェゴビナの政党。機関紙Ljiljanを発行する。

## 党名
- ボスニア語、クロアチア語ではStranka Demokratske Akcijeで、略称SDA。
- セルビア語ではСтранка демократске акције。
- 英語ではParty of Democratic Action。

## 概要
ボスニア・ヘルツェゴビナの政党はボシュニャク人、セルビア人、クロアチア人、および多民族間にまたがる政党の4勢力に分かれるが、民主行動党はボシュニャク人の権益を代表する。

## 党史
1990年、ユーゴスラビア内のスラヴ系ムスリム（ボシュニャク人）の権益を代表する民族主義政党として、アリヤ・イゼトベゴビッチ、ムハメド・フィリポビッチ、スレイマン・ティヒッチ、フィクレト・アブディッチらにより設立された。これは1990年のユーゴスラビア共産主義者同盟による一党独裁崩壊を受けたもので、ボシュニャク人の民族主義政党としては、1945年の複数政党制廃止以来初めての設立であった。
共産主義政権の崩壊とボスニア・ヘルツェゴビナの独立以来、ボシュニャク人政党としては最も大きく成功した政党であり、現在ではボシュニャク人最大勢力をほこる。その勢力はボスニア・ヘルツェゴビナ内にとどまらず、クロアチアやセルビア内のボシュニャク人にも影響を与えている。
2010年にはSDA党員のバキル・イゼトベゴヴィッチが、ボシュニャク人代表枠で大統領評議会入りした。バキルは、SDA初代党首とボスニア・ヘルツェゴビナ初代大統領を務めたアリヤ・イゼトベゴヴィッチの長男であり、これに先立って2006年にはSDA所属の国会議員に選出され、政界入りしていた。

## 姉妹政党
党は、ボスニア・ヘルツェゴビナ国外のボシュニャク人の権益を代表する姉妹政党を有している。
- 民主行動党 (コソボ): コソボにおけるボシュニャク人の利益を代表する。
- サンジャク民主行動党: セルビア・サンジャクのボシュニャク人（ムスリム人）の利益を代表する。
- 民主行動党 (クロアチア): クロアチアにおけるボシュニャク人（ムスリム人）の利益を代表する。